# NASCAR '15
NASCAR '15 es un videojuego de NASCAR, la cuarta entrega de la serie NASCAR The Game y una actualización del anterior NASCAR '14. Desarrollado por Eutechnyx y publicado por el nuevo licenciatario de videojuegos de NASCAR, Dusenberry Martin Racing, está disponible en la séptima generación PlayStation 3 y Xbox 360 así como Microsoft Windows. Las copias físicas de la versión de la consola estaban disponibles en las tiendas GameStop (EB Games en Canadá), y las descargas digitales estaban disponibles en PlayStation Network y Xbox Live. Steam vendió el juego para PC con Windows.
Este fue el último juego de NASCAR tanto para PlayStation 3 como para Xbox 360.

## Desarrollo
El 1 de enero de 2015, Dusenberry Martin Racing (DMR), subsidiaria de HC2 Holdings, Inc., adquirió la licencia de videojuegos de NASCAR, así como "ciertos activos relacionados con NASCAR" de Eutechnyx. Dusenberry Martin Racing dijo que en mayo se lanzaría una actualización de 2015 para NASCAR '14 para Xbox 360, PlayStation 3 y Windows PC, que ya había sido desarrollado por Eutechnyx. Debido a que es una actualización, muchas características de entregas anteriores de "NASCAR The Game" están presentes. Una versión de 2016, NASCAR Heat Evolution, fue desarrollado por Dusenberry Martin Racing para las consolas de octava generación Historia de las consolas de videojuegos (octava generación).
Para promocionar el juego, DMR contrató a varios conductores de NASCAR como "embajadores del juego", incluidos Erik Jones (como parte de una promoción con GameStop), Joey Logano, Ryan Blaney, Darrell Wallace Jr. y Matt Tifft. En octubre de 2015 se lanzó una versión actualizada del juego llamada NASCAR '15: Victory Edition, que incluía todos los esquemas de pintura, DLC y todos los parches, sin costo adicional para quienes compraron la versión original del juego.

## Portada
La portada de 2015 presenta al cuatro veces campeón de la Sprint Cup Series Jeff Gordon, quien estaba en su año número 23 y último corriendo un calendario de la Copa Sprint a tiempo completo. Reemplazó a Tony Stewart de la portada de 2014. La "Victory Edition" presenta al ganador de 2015 Daytona 500 Joey Logano en la portada.

## Contenido descargable
Además de varios parches para solucionar problemas dentro del juego, tres paquetes de DLC vinieron para agregar más esquemas de pintura al juego. Los DLC se lanzaron en todo el mundo entre mediados y finales de agosto de 2015.

## NASCAR '15 Victory Edition
NASCAR '15 Victory Edition es un videojuego de NASCAR y una actualización gratuita del anterior NASCAR '15. Desarrollado y publicado por el nuevo licenciatario de videojuegos de NASCAR, Dusenberry Martin Racing, está disponible en las consolas séptima generación PlayStation 3 y Xbox 360 como así como Microsoft Windows. Las copias físicas de la versión de la consola estaban disponibles en varios minoristas, y las descargas digitales estaban disponibles en PlayStation Network y Xbox Live. Steam vende el juego para PC con Windows.

### Portada
La portada de la Victory Edition presenta al ganador de 2015 Daytona 500 Joey Logano en la portada.

### Características
Victory Edition es el primer juego de NASCAR que presenta patrocinio de alcohol, con la marca Miller Lite de Brad Keselowski apareciendo en el juego para usuarios verificados como mayores de 21 años.
El juego también presentó una actualización para la temporada 2016.